# Guru Nának
Guru Nának, též Báb Nának či jen Nának, (20. října, dle jiných zdrojů 15. dubna nebo 29. listopadu 1469 – 7. května 1539) byl zakladatel sikhismu. Je považován za prvního z deseti guruů sikhismu. Sikhové věří, že jeho duch později vstoupil do devíti dalších guruů. Napsal 974 hymnů, které jsou jádrem svatého textu sikhismu - Guru Granth Sahib.
Narodil se v dnešním Pákistánu. Jeho rodiče byli oba hinduisté a patřili k obchodní kastě. O jeho životě pojednávají hagiografické texty zvané Janamsakhis. Byly však napsány většinou delší čas po Nánakově smrti, byť to někteří z autorů popírají, a jsou plné zázraků a legend. Jak bývá obvyklé, čím mladší texty jsou, tím více zázraků obsahují. Roku 1487 se Nanak oženil, jeho syn Srí Čand (* 1494) se stal zakladatelem asketické sekty Udasi. Nának hodně cestoval. Navštívil Tibet, jižní Asii a Arábii. Na většině míst vedl diskuse. Přispělo to zřejmě k synkretickému charakteru jeho učení. Religionisté jeho učení většinou chápou jako pokus sladit hinduismus a islám. Obvyklou teorií též je, že byl Nának ovlivněn deistickou skupinou uvnitř hinduismu – proudem hnutí Bhakti, které uctívalo nirguni (beztvarého boha). S tímto hnutím byli spojeni nejspíše Nánakovi rodiče.
Učil o jediném Bohu, který přebývá ve všech svých stvořeních a tvoří věčnou pravdu. Zdůrazňoval jednotu celého lidstva, a to že všechny lidské bytosti mohou mít přímý přístup k Bohu bez rituálů nebo kněžích. Odmítal rozdělení na život světský a duchovní, žádal duchovní praxi prostřednictvím všednodenních úkonů a práce. Tradice rozlišuje tři způsoby, jak lze sikhismus praktikovat: 1) pomoc potřebným, 2) živit se bez vykořisťování a podvodu, 3) rozjímat o Božím jménu za účelem ovládnutí pěti lidských slabostí.
Vedle sikhů je guru Nának ctěný i hinduisty a súfisty. Nának hluboce zasáhl do dějin Paňdžábu, historického území, které se dnes rozkládá na území Pákistánu i Indie. Sikhové slaví i jeho narozeniny. Oslava trvá dva dny, první den oslav sikhové čtou svatou knihu – Gurugranth sáhib – od začátku do konce. Druhý den se kniha vozí ve zdobeném vozíku ulicemi paňdžábského města Amritsaru. V čele průvodu kráčí pět lidí představujících původní šiřitele věrouky, jimž se říká panž piari („pět milovaných“). Ráno začíná průvod, posvátný je čas 01:20, kdy věří, že se guru narodil, večerní modlitby tak proto pokračují až do tohoto času. 